# Даниэльсен Ли, Андерс
Андерс Даниэльсен Ли  (родился 1 января 1979 года) — норвежский актёр, музыкант и врач.

## Образование
Даниэльсен Ли изучал древнегреческий язык (1997–1998), музыковедение (2001–2003) и медицину (1999–2007) в Университете Осло.

## Карьера

### Актерская карьера
Даниэльсен Ли дебютировал в кино в 11 лет главной ролью в фильме Герман (1990) Эрика Густавсона . Наиболее известен сотрудничеством с режиссером Йоакимом Триером (трилогия Осло: «Реприза» (2006 г.), «Осло, 31 августа» (2011 г.) и «Худший человек на свете» (2021 г.). Осло, 31 августа был отобран для показа в рамках программы «Особый взгляд» на Каннском кинофестивале 2011 года . Критик The Guardian Питер Брэдшоу включил Дениелсена Ли в десятку лучших мужских ролей 2011 года. В 2016 году вместе с Кристен Стюарт снялся в сверхъестественном психологическом триллере Оливье Ассайаса «Персональный покупатель», который вошел в основной конкурс 69-го Каннского кинофестиваля. Даниэльсен Ли известен тем, что играет эмоционально сложных, иногда психически неуравновешенных персонажей. В 2018 году он сыграл Андерса Беринга Брейвика, виновника терактов в Норвегии в 2011 году, в докудраме Пола Гринграсса «22 июля». Даниэльсен Ли играл роли на норвежском, английском и франком языках. Он сыграл две версии своей роли в «Париж. Город Zомби»: одну на английском и одну на французском языке. В 2017 году он дебютировал на театральной сцене в роли автора некрологов Дэниела Вулфа в пьесе Патрика Марбера «Ближе» (1997).
Даниэльсен Ли сыграл главные роли в фильмах 2021 года «Худший человек на свете» Иоакима Триера и «Остров Бергмана» Мии Хансен-Лёве . Оба фильма участвовали в основном конкурс 74-го Каннского кинофестиваля 2021 года . За роль в фильме «Худший человек на свете» он получил премию за лучшую мужскую роль второго плана 2022 года от американского Национального общества кинокритиков, а роль был названа одной из 10 лучших в 2021 году по версии журнала Time . Фильм также был признан лучшим фильмом 2021 года по версии Vanity Fair  и The Atlantic. В июне 2022 года стало известно, что он работает с Джессикой Честейн, Энн Хэтэуэй и Джошем Чарльзом над психологическим триллером «Материнский инстинкт» режиссера Бенуа Дельомма. Другие предстоящие проекты включают «Обращение с нежитью» режиссера Теи Хвистендаль вместе с Ренатой Рейнсве и биографический фильм о Видкуне Квислинге, нацистском коллаборационисте, правившем Норвегией во время Второй мировой войны. В марте 2023 года стало известно, что он собирается работать с Гленн Клоуз над экранизацией романа Туве Янссон «Летняя книга».
11 апреля 2011 года Дениэльсен Ли выпустил концептуальный музыкальный альбом This Is Autism.

### Карьера в медицине
Между съемками Андерс Даниельсен Ли работает врачом общей практики в Осло. Во время пресс-тура для фильма Остров Бергмана он отметил: «На самом деле, мой подход не работает, и я бы никому не советовал совмещать эти профессии». Тем не менее, после окончания медицинской школы он продолжает развивать актерскую карьеру и вести медицинскую практику. После съемок фильма «Худший человек на свете», осенью 2020 года, занял пост мединспектора в центре вакцинации от COVID-19 и в группе по отслеживанию контактов в районе Нордре Акер в Осло.
В 2007 году Даниэльсен Ли и психолог Мария Оверос написали научно-популярную книгу по половому воспитанию для молодежи на норвежском языке («Sex og sånt», Gyldendal, ISBN 9788205370463). Книга получила награду Королевского министерства культуры и равенства за лучший научно-популярный текст, также она была номинирована на премию Браге, одну из самых престижных литературных наград Норвегии. Также Ли много писал на темы общественного здравоохранения для норвежских газет и журналов.

## Личная жизнь
Дэниельсен Ли — сын актрисы Тоне Даниэльсен, обладательницы премии Аманды. Он познакомился с норвежской моделью Иселин Стейро в 2007 году, пара поженилась 5 июля 2008 года. У них две дочери.
| Год  | Название                   | Роль                       | Примечания |
| ---- | -------------------------- | -------------------------- | ---------- |
| 1990 | Герман                     | Герман                     |            |
| 2006 | Реприза                    | Филип                      |            |
| 2011 | Осло, 31 августа.          | Андерс                     |            |
| 2014 | Фиделио: Одиссея Алисы     | Феликс                     |            |
| 2015 | Ощущение этого лета        | Лоуренс                    |            |
| 2016 | Персональный покупатель    | Эрвин                      |            |
| 2016 | Приближаясь к неизвестному | Зеленая улица              |            |
| 2016 | Нобель                     | Лейтенант Джон Петтер Хэлс |            |
| 2017 | Клео и Пол                 | Дэйвид                     |            |
| 2018 | Париж. Город Zомби         | Сэм                        |            |
| 2018 | 22 июля                    | Андерс Беринг Брейвик      |            |
| 2021 | Худший человек на свете    | Аксель                     |            |
| 2021 | Остров Бергмана            | Джозеф                     |            |
| 2022 | Тошнит от себя             | Врач                       |            |
| 2024 | Материнский инстинкт       | Саймон                     |            |
| 2025 | Сентиментальная ценность   | Якоб                       |            |

## Награды и номинации
| Год      | Организация                            | Категория                          | Роль                    | Результат | Ссылка |
| -------- | -------------------------------------- | ---------------------------------- | ----------------------- | --------- | ------ |
| 2012 год | Международный кинофестиваль RiverRun   | Лучший актер, почетное упоминание  | Осло, 31 августа        | Победа    | [ 14 ] |
| 2017 год | Gullruten                              | Лучший актер, драматический сериал | Нобель                  | Номинация | [ 15 ] |
| 2022 год | Национальное общество кинокритиков США | Лучший актер второго плана         | Худший человек на свете | Победа    |        |